# José Luis Lassaletta
José Luis Lassaletta Cano (Alicante, 1933 - Alicante, 3 de mayo de 2002) fue un político español, alcalde de Alicante entre 1979 y 1991.

## Biografía
Licenciado en Filosofía y Letras por la Universidad de Alicante, Lassaletta ocupó durante la década de 1970 puestos de relevancia tanto en el PSOE, como en el sindicato UGT, donde desempeñó el cargo de Secretario de Cultura. También fue vicepresidente del Alicante Club de Fútbol.
En 1979, fue el candidato a la alcaldía de Alicante por el PSOE en las primeras elecciones municipales tras la dictadura franquista. Con el 43,5 % de los votos, el PSOE era el partido más votado en la ciudad y Lassaletta iniciaba así su mandato, convirtiéndose en heredero de un Lorenzo Carbonell, que cuarenta años antes, había sido el último alcalde elegido por las urnas. Además, desde 1979, ocupó la presidencia de la Federación Valenciana de Municipios y Provincias. 
Durante sus doce años como alcalde de Alicante (fue reelegido en el cargo en los comicios de 1983 y 1987) intentó solucionar el caos urbanístico mediante la creación de una vía de circunvalación e impulsó el Plan General de Ordenación Urbana (PGOU). Dotó a la ciudad de zonas verdes, realizando parques y jardines en diversos barrios; y construyendo nuevos centros de salud, colegios, centros sociales, etc. Cabe destacar igualmente los actos realizados sobre la conmemoración del Quinto Centenario de la concesión a Alicante del título de ciudad, en 1990. Además mostró enérgicamente su oposición a la construcción en la Albufereta del puerto deportivo de Puertoamor.
En las elecciones municipales de 1991 no fue incluido en la lista socialista a la corporación municipal alicantina y fue sustituido por el diputado socialista Ángel Luna, que ganó las elecciones y resultó elegido alcalde. Tras dejar la alcaldía, Lassaletta compaginó su actividad como militante del PSOE con iniciativas en el seno de los movimientos vecinales.
Falleció el 3 de mayo de 2002, a los 69 años, a causa de una embolia cerebral.
Hasta la fecha, José Luis Lassaletta, ha sido el político más votado en la ciudad de Alicante en los últimos años, ya que en las elecciones municipales de 1983 obtuvo el 65% de los votos.